# سبايك ماينارد
سبايك ماينارد (بالإنجليزية: Spike Maynard) هو قاضي ومحامي أمريكي، ولد في 8 ديسمبر 1942 في ويليامسون في الولايات المتحدة، وتوفي في 1 مايو 2014 في تشارلستون في الولايات المتحدة.

## وصلات خارجية
- سبايك ماينارد على موقع إن إن دي بي (الإنجليزية)